# Sender Bad Pyrmont
Der Sender Bad Pyrmont ist eine Sendeanlage des Norddeutschen Rundfunks, die sich auf dem Gebiet eines Golfplatzes nordwestlich der Stadt Lügde befindet. Als Antennenträger dient ein freistehender Gittermast.
Obwohl sich die Sendeanlage in Nordrhein-Westfalen befindet, versorgt sie die niedersächsische Stadt Bad Pyrmont, die aufgrund ihrer Lage im Weserbergland nur unzureichend von den umliegenden Grundnetzsendern versorgt wird. Neben den Rundfunksendern des NDR wird von hier auch digitales Fernsehen im DVB-T2-Standard ausgestrahlt. Die Zuführung der UKW Programme erfolgt via Ballempfang vom Sender Stadthagen.

## Frequenzen und Programme

### Analoger Hörfunk (UKW)
| Frequenz (MHz) | Programm            | RDS PS            | RDS PI                | Regionalisierung | ERP (kW) | Antennendiagramm rund (ND)/gerichtet (D) | Polarisation horizontal (H)/vertikal (V) |
| -------------- | ------------------- | ----------------- | --------------------- | ---------------- | -------- | ---------------------------------------- | ---------------------------------------- |
| 88,6           | NDR 1 Niedersachsen | NDR1_HAN NDR1_NDS | D481 (regional), D381 | Hannover         | 0,05     | D (30–70°)                               | H                                        |
| 92,6           | NDR 2               | _NDR_2__          | D382                  | –                | 0,05     | D (30–70°)                               | H                                        |
| 94,2           | N-Joy               | _N-JOY__          | D385                  | –                | 0,05     | D (30–70°)                               | H                                        |
| 95,7           | NDR Kultur          | NDR_Kult          | D383                  | –                | 0,05     | D (30–70°)                               | H                                        |
| 98,5           | NDR Info            | NDR_Info          | D384                  | –                | 0,05     | D (30–70°)                               | H                                        |

### Digitales Radio (DAB / DAB+)
Das digital terrestrische Programmangebot des Norddeutschen Rundfunks wird seit dem 11. September 2024 in vertikaler Polarisation im Gleichwellennetz (Single Frequency Network) mit anderen Sendern ausgestrahlt.
| Block                     | Programme (Datendienste) | ERP (kW) | Antennen- diagramm rund (ND)/ gerichtet (D) | Gleichwellennetz (SFN) |
| ------------------------- | --- | -------- | ------------------------------------------- | --- |
| 7A NDR NDS HAN (D__00392) | DAB+ Block des Norddeutschen Rundfunks: - NDR 1 NDS HAN (Hannover) (104 kbps) - NDR 2 NDS (104 kbps) - NDR Kultur (104 kbps) - NDR Info NDS (104 kbps) - N-Joy (104 kbps) - NDR Blue (104 kbps) - NDR Schlager (104 kbps) - NDR Info Spezial (104 kbps) - NDR BWS (16 kbps) - ARD TPEG (16 kbps) | 0,25     | D                                           | Alfeld (Reuberg), Bad Pyrmont, Celle, Hannover (Telemax), Hildesheim (Sibbesse), Hohe Egge (Süntel), Linsburg (Grinderwald), Stadthagen, Unterlüß (Südheide) |

### Digitales Fernsehen (DVB-T / DVB-T2)
Die Umstellung des Senders Bad Pyrmont auf den DVB-T2-Standard mit HEVC Bildcodierung erfolgte am 29. März 2017.
Folgende DVB-T2-Bouquets werden übertragen:
| Kanal | Frequenz (in MHz) | Multiplex                                   | Programme im Multiplex | ERP (in kW) | Antennen- diagramm rund (ND)/ gerichtet (D) | Polarisation horizontal (H)/ vertikal (V) |
| ----- | ----------------- | ------------------------------------------- | --- | ----------- | ------------------------------------------- | ----------------------------------------- |
| 22    | 482               | ARD Digital                                 | - Das Erste HD - phoenix HD - arte HD - tagesschau24 HD - one HD | 0,5         | D (60–80°)                                  | H                                         |
| 32    | 562               | ARD regional (NDR) Niedersachsen            | - NDR Fernsehen HD (Niedersachsen) - WDR Fernsehen (Köln) HD - hr-Fernsehen HD / NDR FS HD (HH)(zeitw.) - mdr Fernsehen (Sachsen-Anhalt) HD / NDR FS HD (MV)(zeitw.) - BR Fernsehen Süd HD / NDR FS HD (SH)(zeitw.) | 0,5         | D (60–80°)                                  | H                                         |
| 38    | 610               | Gemischter Multiplex von ZDF und freenet TV | - ZDF HD - 3sat HD - KiKa HD - ZDFneo HD - ZDFinfo HD - freenet TV connect (HbbTV-Dienst mit mehreren Streams; HbbTV v1.5 erforderlich)                                                                             | 0,1         | D (60–80°)                                  | H                                         |

 Sendeparameter 
| Verwendet von (HD-Programme pro Mux)   | Modulations- verfahren | Coderate | FFT-Modus    | Guard- intervall | Pilottöne       | Datenrate [Mbit/s] |
| -------------------------------------- | ---------------------- | -------- | ------------ | ---------------- | --------------- | ------------------ |
| ZDF (5)                                | 64-QAM                 | 3/5      | 16k extended | 19/128           | Pilot Pattern 2 | 22,0               |
| ARD Digital (NDR) (5) NDR regional (5) | 64-QAM                 | 1/2      | 16k extended | 19/128           | Pilot Pattern 2 | 18,2               |

### Analoges Fernsehen (PAL)
Vor der Umstellung auf DVB-T am 29. Mai 2006 diente der Sendestandort weiterhin für analoges Fernsehen (PAL):
| Kanal | Frequenz (MHz) | Programm        | ERP (kW) | Sendediagramm rund (ND)/ gerichtet (D) | Polarisation horizontal (H)/ vertikal (V) |
| ----- | -------------- | --------------- | -------- | -------------------------------------- | ----------------------------------------- |
| 40    | 623,25         | Das Erste (NDR) | 0,15     | D                                      | H                                         |
| 60    | 783,25         | Das Erste (WDR) | 0,012    | D                                      | H                                         |